# 큰회색머리아비
큰회색머리아비(Black-throated loon, 학명: Gavia arctica, 다른 이름: Arctic loon, black-throated diver)는 북반구에서 볼 수 있는 철새의 하나로, 주로 북유럽과 아시아의 민물 연못에서 새끼를 낳는다. 북대서양 동부, 태평양 동서부의 부동해안에서 겨울을 난다. 이 새는 1758년 칼 폰 린네가 처음 기술하였다. 2개의 아종이 있다.
길이는 약 70센티미터이며 몸무게는 1.3~3.4킬로그램에 달한다. 성체의 윗부분은 대체적으로 검은 편이다.
짝짓기 시기는 가변적이다. 남부 지역에서는 4월에 짝짓기를 하지만 북부 지역에서는 봄의 해빙 이후까지 기다린다.

## 아종
- Gavia arctica arctica (Linnaeus, 1758)
- G. a. viridigularis Dwight, 1918